# Vicegerente della diocesi di Roma
Il vicegerente della diocesi di Roma è il vescovo ausiliare che coadiuva il vicario generale per la diocesi di Roma nelle sue funzioni di governo; poiché quest'ultimo esercita de facto le funzioni di vescovo di Roma, il ruolo del vicegerente è analogo a quello che nelle diocesi è svolto dal vicario generale e dal moderatore della curia. Un tempo era chiamato anche arcivescovo vicegerente per la consuetudine che fosse elevato alla dignità di arcivescovo.
Dal 21 novembre 2024 l'incarico è ricoperto da Renato Tarantelli Baccari, vescovo titolare di Campli.

## Ruolo e funzioni
Il papa, vescovo della diocesi romana, delega l'esercizio del ministero episcopale al vicario generale per la diocesi di Roma, che de facto esercita le funzioni di vescovo di Roma nella porzione della diocesi che ricade in territorio italiano. Come per ogni diocesi, anche il vicario di Roma è coadiuvato da un vicario generale, chiamato vicegerente, che esercita la giurisdizione ordinaria vicaria in stretta comunione ed in costante raccordo con il vicario.
Essendo legata alla giurisdizione del vicario generale del papa, anche la giurisdizione del vicegerente è limitata alla parte della diocesi di Roma in territorio italiano, non comprendendo quindi le due parrocchie in territorio vaticano, Sant'Anna dei Palafrenieri e San Pietro in Vaticano.
Le funzioni e i compiti del vicegerente sono esplicitati nella costituzione apostolica In ecclesiarum communione, pubblicata da papa Francesco il 6 gennaio 2023:
- coadiuva, assieme ai vescovi ausiliari, il vicario nell'esercizio delle sue responsabilità (art. 14§1);
- dirige gli uffici che compongono il servizio della segreteria generale del vicariato e ha il compito di moderare gli uffici del vicariato nell'esercizio delle loro funzioni, convocare mensilmente la riunione dei direttori di tutti gli uffici del vicariato, fissare criteri per una corretta applicazione del principio dell'interlocuzione unica nei rapporti tra il vicariato e le altre autorità, curare che i dipendenti del vicariato svolgano fedelmente i compiti loro affidati (art. 14§2);[3]
- assume il governo della diocesi di Roma con pieni poteri quando il vicario è assente o è impedito nell'esercizio delle sue funzioni (art. 14§3);
- il suo ufficio permane anche in regime di sede vacante, ossia alla morte o alle dimissioni del papa (art. 15);
- è membro di diritto del consiglio episcopale della diocesi di Roma (art. 21§2);
- presiede, in alternativa al vicario, il consiglio diocesano degli affari economici, di cui è membro di diritto (art. 23);
- in casi di impedimento o di assenza del vicario, esercita la piena potestà sui tribunali della diocesi di Roma (art. 37).

Le funzioni e i compiti del vicegerente nella costituzione apostolica Ecclesia in Urbe, pubblicata da papa Giovanni Paolo II il 1º gennaio 1998, erano i seguenti:
- coadiuva, assieme ai vescovi ausiliari, il vicario nell'esercizio delle sue responsabilità (art. 14);
- assume il governo della diocesi di Roma con pieni poteri quando il vicario è assente o è impedito nell'esercizio delle sue funzioni (art. 15);
- il suo ufficio permane anche in regime di sede vacante, ossia alla morte o alle dimissioni del papa (art. 16);
- è membro di diritto del consiglio episcopale della diocesi di Roma (art. 19);
- presiede, in alternativa al vicario, il consiglio diocesano degli affari economici (art. 22);
- in casi di impedimento o di assenza del vicario, esercita la piena potestà sui tribunali della diocesi di Roma (art. 32).

## Cronotassi
Fino al 1961 l'unico collaboratore, con dignità episcopale, del vicario era il vicegerente, che ancora oggi ha il titolo di abate commendatario di San Lorenzo fuori le mura.
Vi furono contemporaneamente due vicegerenti soltanto in due periodi: dal 1953 al 1960 con gli arcivescovi Ettore Cunial e Luigi Traglia, e dal 1969 al 1972 con gli arcivescovi Ettore Cunial e Ugo Poletti.
- Marcantonio Maffei † (1560 - gennaio 1566 dimesso)
- Alfonso Maria Binarini † (marzo 1566 - febbraio 1572 dimesso)[5]
- Vincenzo Portico (13 agosto 1583 - 6 settembre 1586 dimesso)
- Giulio Ricci † (menzionato nel 1587)[6][7]
- Pietro Antonio Visdomini † (ottobre 1588 - novembre 1592)[8]
- Marcantonio Salomoni † (1593 - settembre 1594)[8]
- Fabrizio Mandosi † (15 ottobre 1594 - agosto 1596 dimesso)[8]
- Ludovico Lambertini † (26 agosto 1596 - aprile 1597 dimesso)[8]
- Alessandro Ludovisi † (2 aprile 1597 - maggio 1598 dimesso)[8]
- Paolo De Curtis † (maggio 1598 - 11 ottobre 1600 dimesso)[8]
- Berlinghiero Gessi † (11 ottobre 1600 - 12 maggio 1607 dimesso)[8]
- Cesare Fedele † (1607 - ?)
- Paolo De Curtis † (9 gennaio 1621 - 1º aprile 1622 dimesso) (per la seconda volta)[8]
- Antonio Ricciulli † (novembre 1627 - maggio 1632 dimesso)
- Antonio Tornelli † (1632 - ?)
- Giovanni Battista Altieri † (14 febbraio 1637 - 27 marzo 1643 dimesso)
- Alessandro Vittrici † (20 ottobre 1646 - 28 dicembre 1647 dimesso)
- Marcello Anania † (1654 - ? dimesso)
- Marco Galli † (luglio 1666 - febbraio 1667 dimesso)
- Giacomo de Angelis † (27 febbraio 1667 - 2 settembre 1686 creato cardinale)
- Sperello Sperelli † (gennaio 1693 - giugno 1698 dimesso)
- Domenico Belisario de Bellis † (1698 - 17 gennaio 1701 deceduto)
- Domenico Zauli † (1701 - 1712 dimesso)
- Niccolò Caracciolo † (4 dicembre 1712 - 16 dicembre 1715 creato cardinale)
- Nunzio Baccari † (prima del 1723 - 11 gennaio 1738 deceduto)[9]
- Filippo Carlo Spada † (19 dicembre 1738 - 8 gennaio 1742 dimesso)
- Ferdinando Maria de' Rossi † (8 gennaio 1742 - 24 settembre 1759 nominato cardinale presbitero di San Silvestro in Capite)
- Domenico Giordani † (24 settembre 1759 - settembre 1773 dimesso)[10]
- Francesco Antonio Marcucci † (19 gennaio 1774 - 12 aprile 1786 dimesso)[11]
- Francesco Saverio Passari † (menzionato dal 1787 al 1798)
- Benedetto Fenaja † (1800 - 20 dicembre 1812 deceduto)
- Candido Maria Frattini † (8 luglio 1814 - 29 settembre 1821 deceduto)[12]
- Giuseppe della Porta Rodiani † (2 ottobre 1821 - 5 febbraio 1833 dimesso)[12]
- Antonio Luigi Piatti † (5 febbraio 1833 - 19 febbraio 1841 deceduto)[12]
- Giuseppe Maria Vespignani † (5 giugno 1841 - 24 gennaio 1842 nominato arcivescovo, titolo personale, di Orvieto)[12]
- Giovanni Giuseppe Canali † (24 gennaio 1842 - 1º gennaio 1851 deceduto)[12]
- Antonio Ligi Bussi, O.F.M.Conv. † (febbraio 1851 - 9 settembre 1862 deceduto)
- Pietro de Villanova Castellacci † (1862 - 1868 dimesso)
- Giuseppe Angelini † (21 dicembre 1868 - 8 gennaio 1876 deceduto)
- Giulio Lenti † (28 gennaio 1876 - 23 ottobre 1895 deceduto)
- Francesco di Paola Cassetta † (29 novembre 1895 - 22 giugno 1899 nominato cardinale presbitero di San Crisogono)
- Giuseppe Ceppetelli † (24 luglio 1899 - 12 marzo 1917 deceduto)
- Giuseppe Palica † (25 aprile 1917 - 16 dicembre 1936 deceduto)
- Luigi Traglia † (21 dicembre 1936 - 28 marzo 1960 nominato cardinale pro-vicario generale per la diocesi di Roma)
  - Ettore Cunial † (11 aprile 1953 - 28 marzo 1960) (secondo vicegerente)
- Ettore Cunial † (28 marzo 1960 - 19 dicembre 1972 ritirato)
  - Ugo Poletti † (3 luglio 1969 - 13 ottobre 1972 nominato pro-vicario generale per la diocesi di Roma) (secondo vicegerente)
- Luigi Rovigatti † (10 febbraio 1973 - 13 gennaio 1975 deceduto)
- Giovanni Canestri † (8 febbraio 1975 - 22 marzo 1984 nominato arcivescovo di Cagliari)
- Ennio Appignanesi † (3 luglio 1985 - 21 gennaio 1988 nominato arcivescovo di Matera-Irsina)
- Remigio Ragonesi † (6 luglio 1991 - 19 luglio 1996 ritirato)
- Cesare Nosiglia (19 luglio 1996 - 6 ottobre 2003 nominato arcivescovo, titolo personale, di Vicenza)
- Luigi Moretti (17 ottobre 2003 - 10 giugno 2010 nominato arcivescovo di Salerno-Campagna-Acerno)
- Filippo Iannone, O.Carm. (31 gennaio 2012 - 11 novembre 2017 nominato segretario aggiunto del Pontificio consiglio per i testi legislativi)
- Gianpiero Palmieri (19 settembre 2020 - 29 ottobre 2021 nominato arcivescovo, titolo personale, di Ascoli Piceno)
- Baldassare Reina (6 gennaio 2023 - 6 ottobre 2024 nominato vicario generale per la diocesi di Roma)
- Renato Tarantelli Baccari, dal 21 novembre 2024